# Vamdrup Østbanegård
55°25′31.34″N 9°17′12.76″Ø / 55.4253722°N 9.2868778°Ø
Vamdrup Østbanegård – eller Vamdrup Øst – var endestation for Vamdrupbanen (1911-48), der var 29,8 km lang og gik mellem Kolding og Vamdrup. Vamdrupbanen blev ligesom Hejlsmindebanen mellem Kolding og Hejlsminde drevet af privatbaneselskabet Kolding Sydbaner (KS).
Vamdrup DSB-station var ved banens åbning dansk grænsestation mod Tyskland, og Sydbanerne måtte også afgive et lokale til Toldvæsenet på Østbanegården. Sydbanerne var ikke optaget på DSB-stationen, men havde et meget krumt forbindelsesspor til overlevering af godsvogne, og for enden af det havde Sydbanerne deres eget omløbsspor på DSB-stationen.
Stationsbygningen, der var tegnet af arkitekt Robert V. Schmidt, blev revet ned i 1978. Den lå i Sydbanegade, hvor der nu er parkeringsplads og butikker. Stationsarealet var 410 m langt og strakte sig også langs Duevej.

## Sporplan
Vamdrup Østbanegård havde 4 spor:
- Spor 1 var hovedsporet ved perronen og endte ved drejeskiven længst mod vest.
- Spor 2 var et 70 m langt læssespor med omløb. Det havde mod vest et kort stikspor til varehuset og mod øst et 100 m langt stikspor til dyrefold, vejehus og siderampe. Sidstnævnte blev taget op inden nedlæggelsen af banen.
- Spor 3 var et 250 m langt opstillingsspor, der endte ved drejeskiven. Det blev taget op inden nedlæggelsen af banen.
- Spor 4 var et omløbsspor med stikspor til kulgård og remise. Desuden var det udgangspunkt for forbindelsessporet til DSB. Fra forbindelsessporet var der sidespor til en grusgrav.